# Norbert Ibl

Norbert Ibl (ca. 1954)

Norbert Ibl (* 3. November 1921 in Pilsen; † 9. Juli 1981 in Zürich; ab 1954 heimatberechtigt in Zürich) war ein aus Prag stammender Schweizer Chemiker und Hochschullehrer.

## Leben
Norbert Ibl war der Sohn des tschechoslowakischen Botschafters Vinzenz und der Anna, geborene Karel. 1956 heiratete er Silvia Schwegler.
Seine Kindheit verbrachte er in Berlin. Er besuchte mehrere Schulen in Paris.

## Werdegang
Im Jahre 1938 emigrierte Ibl nach Genf und studierte ein Jahr später, von 1939 bis 1941, Chemie an der EPFL Lausanne. Von 1941 bis 1943 studierte er an der ETH Zürich Chemie und erhielt 1943 das Diplom als Chemieingenieur. Anschliessend arbeitete er bis 1949 als Assistent bei Gottfried Trümpler. 1948 wurde er promoviert, 1954 habilitierte er sich an der ETH Zürich.
Anschliessend arbeitete er bis 1964 als Privatdozent für physikalische Chemie und Elektrochemie. Von 1964 bis 1971 war er ausserordentlicher Professor für Elektrochemie und unternahm mehrere Forschungsaufenthalte in den USA. Zwischen 1965 und 1966 war er Gastprofessor an der University of California in Berkeley und 1969 in Los Angeles. Von 1971 bis 1981 war er ordentlicher Professor für Chemieingenieurwesen an der ETH Zürich.
Norbert Ibl war ein Pionier der elektrochemischen Verfahrenstechnik und angewandten Elektrochemie. Er verfasste Arbeiten über den Stofftransport und Konvektionserscheinungen an Elektroden sowie über Grundlagen der Stromdichteverteilung und Prozessoptimierung in der Metallabscheidung (Galvanotechnik) und der elektrochemischen Synthese.
Der Nachlass von Norbert Ibl befindet sich im Hochschularchiv der ETH Zürich.